# Revista Castellana
Revista Castellana fue una revista editada en la ciudad española de Valladolid entre 1915 y 1924.

## Historia
Subtitulada «literatura, historia, ciencias, artes», fue fundada y dirigida por Narciso Alonso Cortés (destacado representante del castellanismo cultural), publicó 41 números entre marzo de 1915 y 1924. Su sede estaba en la calle Ferrari 4-6 de la ciudad de Valladolid.
Publicó varias poesías de poetas catalanes, como Miquel de Palol i Feliu y Josep Massó Ventós, traducidas al castellano por Zacarías Ylera y leídas en el Ateneo de Valladolid.
Tuvo como colaboradores a autores como Darío Velao, Juan Díaz Caneja y Mariano Domínguez Berrueta, entre otros.
En 1905 y 1906, Juan Díaz Caneja dirigió un dominical quincenal con este mismo nombre, Revista Castellana, en Palencia.